# جام والیبال شهبانو
جام والیبال شهبانو یک جام والیبال زنان بود که در ایران برگزار شد. نام این جام از عنوان رسمی ملکه ایران، فرح پهلوی، الهام گرفته بود.

## پیشینه
این جام نخستین تلاش فدراسیون والیبال برای برگزاری مسابقات سراسری والیبال زنان در ایران بود. با برگزاری جام باشگاه‌های تهران در دهه ۱۳۴۰ و سال‌های نخست دهه ۱۳۵۰ و گسترش نسبی والیبال زنان در ایران این مسابقات با حضور تیم‌های باشگاهی تهرانی و تیم‌های عمدتاً منتخب استان از شهرهای دیگر ایران در پاییز ۱۳۵۴ پایه‌گذاری شد و تا پیش از انقلاب ۱۳۵۷ ادامه یافت. پیروزی انقلاب نقطه پایانی بر برگزاری این رقابت‌ها گذاشت.

## قهرمان‌ها
- دوره دوم، سال ۱۳۵۵:
  - این بازی‌ها از یکشنبه ۱۰ بهمن در سالن نصیری با ۱۱ تیم آغاز شد که در ۲ گروه ۵ و ۶ تیمی به مصاف هم رفتند. عقاب، تاج، پله، منوچهری، آرارات و کرج در گروه اول و پاس، افسر، پندنوار، سیپان و دانشگاه ملی در گروه دوم قرار داشتند. در پایان بازی‌های مقدماتی تاج و عقاب به عنوان تیم‌های اول و دوم گروه یک، و پاس و افسر از گروه دوم صعود کردند. در بازی‌های ماقبل فینال، در روز جمعه ۲۲ بهمن، تاج ۳-۰ افسر را شکست داد و پاس با همین نتیجه عقاب را برد.[۲]
  - مسابقه فینال جام ۱۳۵۵ بین تاج و پاس برگزار شد که در آن تاج ۳-۲ پاس را شکست داد و قهرمان شد.[۳]
  - در مسابقه رده بندی نیز تیم عقاب با نتیجه ۳-۰ افسر را شکست داد و قهرمان شد.[۴]
  - از بازیکنان و کادرفنی تاج می‌توان از افتخار روحانی‌زاده، مهناز آقایی زاده، سوری نامدار، لینو بیت‌ملک، بتول حسین‌پور، پروین ماسالی، ناهید حسینی، مهوش نامدار،‌ اشرفی و حسین بهرام صفت (مربی) نام برد.[۴][۲]

| دوره | فصل  | قهرمان | نایب‌قهرمان | جایگاه سوم | منبع              |
| ---- | ---- | ------ | ---------- | ---------- | ----------------- |
| ۱    | ۱۳۵۴ | هما    | پاس        | تاج        | [ ۵ ] [ ۶ ] [ ۷ ] |
|      | ۱۳۵۵ | تاج    | پاس        | عقاب       | [ ۴ ] [ ۳ ]       |
|      | ۱۳۵۶ |        |            |            |                   |